# 新村镇 (新郑市)
新村镇，是中华人民共和国河南省郑州市新郑市下辖的一个乡镇级行政单位。裴李崗文化遗址位于此地。

## 行政区划
新村镇下辖以下地区：
牌坊庄村、马垌村、时垌村、二十里铺村、新村、张垌村、吴庄村、七里井村、焦沟村、梨园村、郝家岗村、王毕庄村、王垌村、孙庄村、水泉村、鲍家村、屯孙村、文士湾村、前洼王村、代湾村、云湾村和裴李岗村。